# 反被動語態
反被動語態（antipassive voice，常縮寫為antip或ap）是一種在及物動詞上用以將受詞「刪去」的語態。它和被動語態多少有相似之處，差別在於被動語態「刪去」主詞，反被動語態「刪去」受詞。反被動語態存在於許多澳大利亚原住民语言和美洲原住民語言之中。
反被動語態可見於作通格語言中，在其中，反被動語態被用以「刪去」受詞並將本來由作格表達的施事者(主詞)角色改以通格表達；此外，反被動語態亦可見於相當數量動詞同時對主詞和受詞有人稱一致的主賓格語言中，在其中，反被動語態被用以刪去動詞的受詞一致詞綴，像馬賽語、科曼奇語和卡维拉语等語言皆為此種有反被動語態的(且同時對主詞和受詞有人稱一致的)主賓格語言；此外，相當數量的正動-反動語言亦有反被動語態。
反被動語態在靜動語言以及動詞不與名詞保持一致或只與一個論元保持一致的主賓格語言中很少見，僅有像克隆戈語和桑海語中的Koyraboro Senni等少數的語言為此規則的例外，而這兩種語言皆有某種在有反被動語態的較典型的語言中少見的反被動標記。

## 用例說明
以下為反被動語態的運作機理：
假設有一個語言，它的一個句子有著「我-作格 東西-通格 吃」這樣的形式，並可解作「我吃東西」，則該句加入反被動語態標記後，其形式可能會變為「我─通格 吃-反被動語態」這樣，而在反被動語態下，其意則可能解為「我吃東西」。
就如被動語態般，被刪去的論元往往可藉由可選的補語論元來「補回」，因此上述的「我-作格 東西-通格 吃」這例，其「補回」被刪去論元的句型以說明被刪去的論元所指何物的狀況，可能會變成類似「我─通格 東西-奪格 吃-反被動語態」的樣子。
反被動語態常帶有體或語氣方面的含意，並可能使句子處於非完整體、起始體或可能語氣的狀態等。
反被動語態常用以使某些論元變成關係子句可修飾的句法樞紐或用以協調句子或相似的結構等。像例如在迪爾巴爾語中，相連的句子裡被省略的論元必須是以通格標明者，因此在迪爾巴爾語中，下面的句子是不合語法的：
*baji jaɽa bani-ɲu balan ɟuɡumbil buɽa-n
陽性-通格 男人-通格 來-非未來時 陰性-通格 女人-通格 看見-非未來時
中譯：那男人來到並看見那女人。
在上面的相連句子中，被省略的論元其格會是作格，也就是及物動詞的施事者，這在迪爾巴爾語中是不合規則的。為了要使此含意的句子合於句法，反被動語態這個將本來以作格標明的(表施事者的)論元改以通格標明的語態，必須使用，且在迪爾巴爾語的反被動語態中，及物動詞中本以通格標明的(表受事者)論元需改以與格標明，如下所示：
baji jaɽa bani-ɲu baɡun ɟuɡumbil-ɡu buɽal-ŋa-ɲu
陽性-通格 男人-通格 來-非未來時 陰性-與格 女人-與格 看見-反被動語態-非未來時
中譯：那男人來到並看見那女人。

## 巴斯克語的例子
巴斯克語亦有反被動語態，它將施事者改以通格標明，但未必刪去原有處於通格的受詞。這使得主詞與受詞帶有相同的格位標記。如下所示：
Gauza miragarriak ikusi ditut (nik)
事物 美妙的-眾數-通格 看見-完成體 有-現在時-眾數-我 (我-作格)
我看見了美妙的事物。
若使用反被動語態，這句子就會看起來如下：
Gauza miragarriak ikusirik nago / ikusia naiz
事物 美妙的-眾數-通格 看見-完成體-狀態體 我是 / 看見-完成體-動作體 我是
我看見了美妙的事物。

## 外部連結
- What is Antipassive Voice?（页面存档备份，存于） at SIL
- Antipassive voice bibliography at Ethnologue
- "Asymmetries between Passivization and Antipassivization in the Tarramiutut Subdialect of Inuktitut" by Matthew Beach (MS-Word file)